# Frankie Goes to Hollywood
Frankie Goes to Hollywood (укр. — «Френкі їде до Голівуду») — англійський поп-гурт, створений у Ліверпулі в 1980 році. До складу гурту входили Холлі Джонсон (вокал) та Пол Резерфорд (бек-вокал), а також три учасники, знані як Lads: Марк О'Тул (бас), Браян Неш (гітара) і Пітер Гілл (ударні).
Гурт підписав контракт із ZTT Records у 1983 році. Спродюсований Тревором Горном, їхній перший альбом Welcome to the Pleasuredome вийшов у 1984 році з попередніми продажами понад 1 мільйон копій. Вони стали другою групою в історії, яка посіла перше місце в UK Singles Chart зі своїми першими трьома синглами: «Relax», «Two Tribes» та «The Power of Love». Їхні провокаційні сексуальні теми призвели до того, що BBC ненадовго заборонила трансляцію їх пісень, що викликало подальший розголос. Музичний журналіст Пол Лестер писав, що «жодна група не домінувала протягом 12 місяців так, як Френкі правив у 1984 році».
«Frankie Goes to Hollywood» здобув премію Brit Award 1985 року за «Британський прорив». Музикантів також номіновали на премію «Греммі» та MTV Video Music Award як найкращих нових виконавців. Джонсон, Гілл і О'Тул отримали нагороду Айвора Новелло 1984 року за найкращу музику та текст пісні для «Two Tribes».
Другий альбом Frankie Goes to Hollywood, Liverpool (1986), було розпродано гірше, тому гурт розпався в 1987 році. Джонсон успішно подав до суду на ZTT, щоб розірвати контракт і розпочав сольну кар'єру. Він відхилив запрошення возз'єднатися і заборонив гурту використовувати назву без нього. 2004 року Frankie Goes to Hollywood возз'єдналися без Джонсона і Неша, щоб виступити на благодійному концерті Prince's Trust з Раяном Моллоєм на вокалі. Початкові учасники гурту возз'єдналися вперше з 1987 року, щоб виступити на пісенному конкурсі Євробачення 2023.

## Історія

### 1980: Становлення
Група Frankie Goes to Hollywood була створена в Ліверпулі в 1980 році. Їхня назва походить від реклами, яка анонсувала перший фільм Френка Сінатри. Соліст Голлі Джонсон, раніше грав у складі Big в Японії та випустив кілька невдалих сольних синглів. Він створив першу версію Frankie Goes to Hollywood з місцевими музикантами, але незабаром гурт розпався.
У 1982 році Джонсон відновив групу з Пітером Гіллом (ударні) та братами Марком (бас) і Джедом О'Тулом (гітара). Джед пішов у 1983 році, його замінив його двоюрідний брат Браян Неш. Всередині гурту О'Тул, Неш і Гілл створили тріо-гурт, знаний як «Ладс». Frankie Goes to Hollywood відіграли свій перший концерт у ліверпульському пабі Pickwicks, де вони залучили танцюриста та бек-вокаліста Пола Резерфорда.
Неш сказав, що гурт захоплювався творчістю ліверпульських гуртів Echo & the Bunnymen, Orchestral Maneuvers in the Dark і Teardrop Explodes: «Це була музика з Ліверпуля, але нашого покоління. Ви бачите цих людей, які гуляють містом, ви бачите, як Ян МакКаллох сідає в автобус. Я ніколи не бачив нікого з „Бітлз“ в автобусі».

### 1983—1984: «Relax», «Two Tribes» та успіх

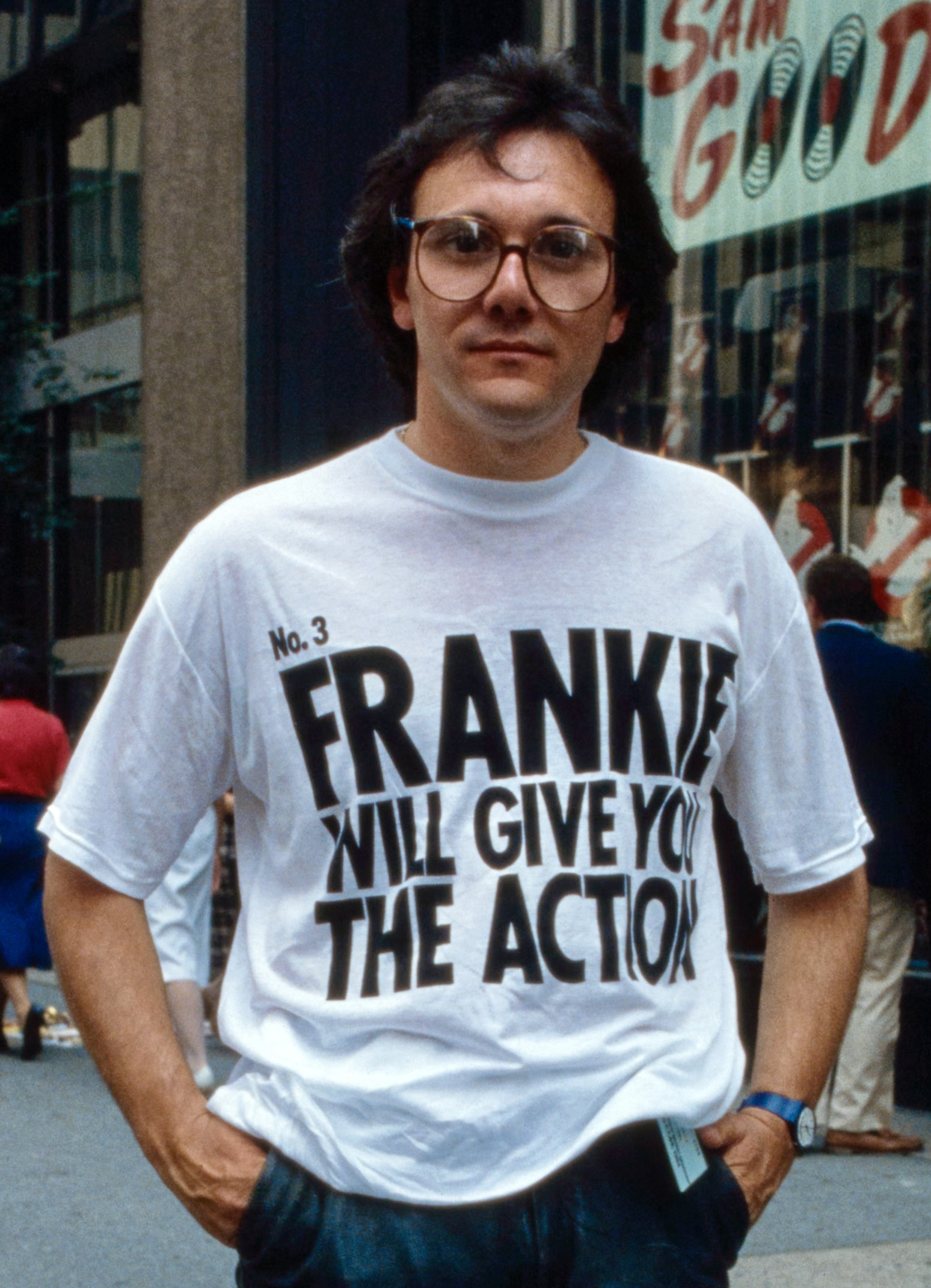
Світлина Тревора Горна, 1984 року у футболці Frankie Goes to Hollywood, який підписав контракт із гуртом ZTT і продюсував їхній перший альбом.

У лютому 1983 року гурт Frankie Goes to Hollywood виступив на каналі Channel 4 у шоу The Tube, одягнувшись у фетишний одяг. Того травня вони стали першим гуртом, підписаним ZTT Records, новим звукозаписним лейблом, співзасновником якого був продюсер Тревор Горн. Горн захоплювався «небезпечною» сексуальністю їхньої музики. «Relax» було обрано їхнім першим синглом. Записавши кілька версій, Горн створив кардинально інше аранжування без гурту, використовуючи електронні інструменти, такі як драм-машини та Fairlight, ранній синтезатор семплів.
«Relax» вийшов у жовтні 1983 року, підкріплений відеокліпом, сюжет якого розвивався в клубі S&M. Спочатку продажі були повільними, але зросли після того, як гурт з'явилася в серіалі BBC Top of the Pops у січні наступного року. Невдовзі після цього ВВС заборонила його транслювати на радіо та телебаченні, вважаючи його контент непристойним. Заборона створила розголос, асоціюючи «Frankie Goes to Hollywood» з молодіжним бунтом. За два тижні «Relax» посіла перше місце в UK Singles Chart і протрималася там чотири тижні, а BBC була змушена скасувати свою заборону. Пісня «Relax» перемогла на 1985 Brit Award у номінації «Найкращий британський сингл».
Один із співзасновників ZTT, Пол Морлі, розробив рекламну кампанію, яка включала «рекламні гасла, грайливу пропаганду та псевдофілософію». До її складу увійшли лінія футболок, натхненна сорочками, створеними Кетрін Намнетт, із такими гаслами, як «Френкі, скажи, розслабся» та «Френкі каже озброювати безробітних». Морлі сказав, що хотів кинути виклик ідеї музичного товару, запитуючи: «Чому на ньому має бути обличчя, хіба це не могли бути рекламні гасла, які носять із собою?» Такі футболки швидко стали популярними, і Music Week повідомив у липні 1984 року, що в деяких магазинах вони перевищували продажі синглів.
Музиканти Frankie Goes to Hollywood знялися в трилері Браяна Де Пальми «Підставне тіло» 1984 року. У травні Frankie Goes to Hollywood випустили свій другий сингл «Two Tribes», підійнявши тему холодної війни, використавши при записі бас-гітару Відеокліп до пісні, в якому серцем сюжету стала бійка між президентом США Рональдом Рейганом та Генеральним секретарем ЦК КПРС Костянтином Черненком, активно транслювався на MTV. Пісня перебувала декілька тижнів на першому місці в чарті синглів Великобританії. У серпні того року «Relax» піднявся в чарті на друге місце, ставши першим випадком, коли дві перші позиції утримував один виконавець з часів «Бітлз» у січні 1968 року.

### 1984—1985:Welcome to the Pleasuredome
У жовтні 1984 року Frankie Goes to Hollywood випустили свій дебютний альбом Welcome to the Pleasuredome, який серед інших пісень включав хіти — «Relax» та «Two Tribes». Попередні продажі склали мільйон копій. Третій сингл, балада «The Power of Love», вийшов у листопаді та посів перше місце в грудні.  Гурт став лише другим в історії британських чартів, який досяг першого місця з першими трьома синглами; першим був біт-гурт з Ліверпуля Gerry and the Pacemakers у 1960-х роках. Цей рекорд залишався непобитим, поки Spice Girls не досягли шести синглів у 1996—1997 роках.  Пишучи в Ґардіан у 2014 році, Пол Лестер зазначив, що «жоден гурт не домінував протягом 12-місячного періоду так, як Френкі правив у 1984 році». Станом на 2014 рік «Relax» і «Two Tribes» були шостим і 22-м найпродаванішими синглами в історії Великої Британії.
У 1985 році «Frankie Goes to Hollywood» отримав премію Brit Award у номінації «Британський прорив року». У зв'язку з другим британським вторгненням у США вони також були представлені серед претендентів на премію «Греммі» та MTV Video Music Award у номінації «Найкращий новий виконавець».
Четвертий сингл гурту «Welcome to the Pleasuredome» вийшов у березні 1985 року і досяг другого місця.
Компанія відеоігор Ocean Software опублікувала гру Frankie Goes to Hollywood для ZX Spectrum, можливо, першу відеогру, засновану на історії поп-гурту. Гравець завершує серію міні-ігор, щоб розгадати таємницю вбивства, що містить посилання на тексти пісень, відео та обкладинку дисків гурту.

### 1986:Liverpoolта занепад
У 1985 році музиканти Frankie Goes to Hollywood покинули Велику Британію на рік для сплати податків і написали пісні для свого другого альбому в Ірландії. ЗМІ повідомляли, що в гурті виникли суперечки. Музиканти почали запис свого другого альбому Liverpool у Wisseloord Studios поблизу Амстердама в листопаді 1985 року. З березня по червень 1986 року вони працювали в студії ZTT Sarm West у Лондоні. Продюсував альбом менеджер ZTT Стівен Ліпсон; Горн взяв на себе зведення на останніх етапах.
Джонсон віддалився від діяльності у складі гурту під час сесій і був незадоволений тим, що в альбомі акцент ставився на рок, а не на танцювальну музику. Джилл Сінклер, дружина Горна та один із засновників ZTT, пізніше стверджувала, що не хотіла співпрацювати та була відсутня на більшості сесій. За словами Неша, співак Duran Duran Саймон Ле Бон відхилив запрошення замінити Джонсона. Також звернулися до Піта Вайлі, але Джонсон залишився з гуртом і завершив запис альбому Liverpool.
У серпні 1986 року вийшов перший сингл з альбому «Rage Hard», який посів 4 місце у Великій Британії.  Liverpool було презентовано у жовтні 1986 року, а він досяг 5-го місця у британському чарті. Він отримав погані відгуки, і повернення в чарти швидко співпало з наступним синглом «Warriors of the Wasteland» (№ 19) та «Watching the Wildlife» (дослівно — «Спостереження за дикою природою» (№ 28).  Горн витратив три місяці на створення реміксів «Watching the Wildlife» і «Warriors of the Wasteland» для синглів, витративши приблизно 50 000 фунтів стерлінгів. До березня 1988 року було продано близько 800 000 примірників альбому Liverpool.

### 1987—1988: Розформування та судовий процес
Під час ліверпульського туру стосунки між Джонсоном та рештою гурту зовсім зіпсувалися. Перед концертом на Вемблі Арені за лаштунками сталася бійка між Джонсоном й О'Тулом. Неш згадував: «[Джонсон] більше не хотів перебувати в складі гурту. Всім це все набридло». Пізніше Джонсон сказав, що ZTT заохочували розрив як засіб «розділяй і володарюй» та сказав, що Горн одного разу запропонував Джонсону та Резерфорду звільнити інших учасників і працювати як дует. Натомість Сінклер звинуватила хлопця та менеджера Джонсона, Вольфганга Куле, який, за її словами, мав негативний вплив і викликав обурення в гурті, коли Джонсон привів його в тур.
23 липня 1987 року Джонсон сказав ZTT, що планує піти й підписати контракт з MCA Records. ZTT подали судову заборону, щоб запобігти цьому, оскільки їхній контракт на звукозапис передбачав, що будь-який учасник, який залишив гурт, залишатиметься поза контрактом із ZTT. У суді ZTT стверджувала, що успіх фільму «Frenkie Go to Hollywood» був результатом виробництва та маркетингу ZTT, а Джонсон руйнував усі ці напрацювання та не хотів співпрацювати з іншими музикантами гурту. Команда Джонсона стверджувала, що ZTT не давали достатньої фінансової підтримки під час запису альбому Liverpool, і що їхній контракт являв собою необґрунтоване стримування продажів У 1988 році Високий суд виніс рішення на користь Джонсона, а з учасниками гурту було розірвано контракту. Пізніше Горн сказав, що рішення ZTT подати позов було «дурним».

### 1989— дотепер: Сольні проєкти

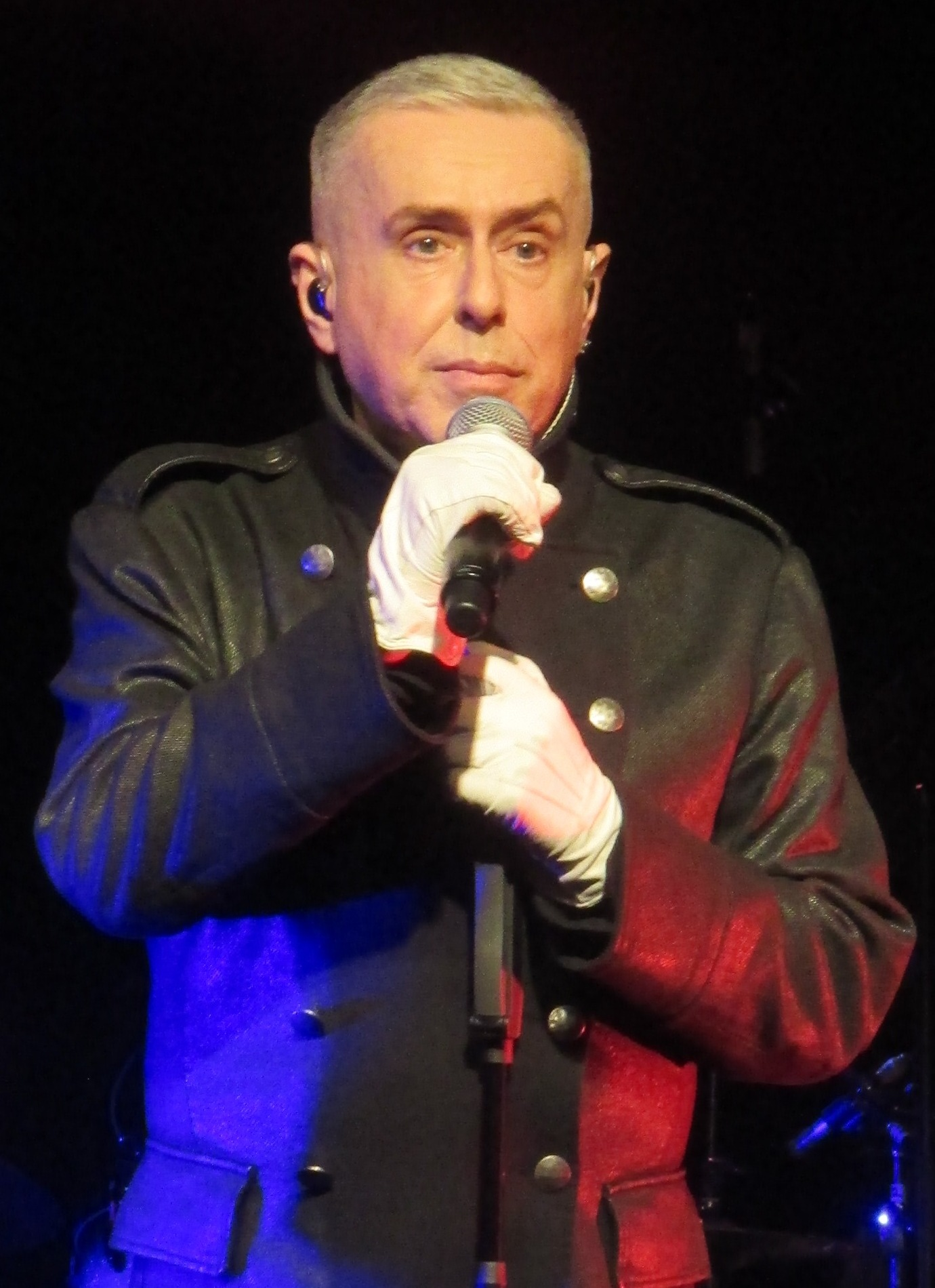
Голлі Джонсон виступає соло в 2014 році

Джонсон почав сольну кар'єру з MCA і випустив альбом Blast, що посів перше місце у чарті у 1989 році. Його другий сольний альбом Dreams That Money Can't Buy, вийшов 1991 року, не мав такого успіху. Того ж року у Джонсона діагностували ВІЛ, і він відійшов від публічного життя, щоб зосередитися на своєму здоров'ї. У 1994 році він опублікував автобіографію "Кістка в моїй флейті ". Відтоді він працював над новими альбомами та навчався в Королівському коледжі мистецтв.
Неш, О'Тул та Гілл намагалися реформувати Franki Goes to Hollywood разом зі співаком Грантом Бултом, але Джонсон заблокував це рішення, заявивши, що це знецінить їхні досягнення. Неш повернувся до роботи і підписав контракт із Swanyard Records, щоб записувати музику з Болтом як Лоу. Пізніше він став ведучим на весіллях та похоронів, а також екскурсоводом по музичній спадщині Ліверпуля. У 2012 році Неш опублікував мемуари Нешер каже: розслабся.
О'Тул переїхав до Лос-Анджелеса, де писав нову музику та виступав з нею, а пізніше переїхав до Флориди. Гілл гастролював у складі гурту австралійського актора мильної програми та створив музичну продюсерську компанію Love Station, яка випускала сингли за участю вокалістів, зокрема Лізи Гант.
Резерфорд випустив сингл, кавер на пісню Chic "I Want Your Love «та альбом „ Oh World“ у 1989 році, які не мали успіху. 1991 року він випустив ще один сингл „That Moon“ як Пол Резерфорд із Pressure Zone та працював стилістом для інших гуртів. Він знявся у відеокліпах „ Walking On Broken Glass“ (1992) шотландської спіачки Енні Леннокс та „ Give In To Me“ (1993) Майкла Джексона. Пізніше Резерфорд переїхав до Нової Зеландії.

### 1998—2000: американський гурт самозванців
У 1998 році гурт під назвою Frankie Goes to Hollywood почала гастролювати Сполученими Штатами Америки. Гурт очолив американець зі сценічним псевдонімом Дейві Джонсон, який стверджував, що він брат Голлі Джонсона та виступав як сесійний музикант без титрів на Welcome to the Pleasuredome. Учасники гуртів Frankie Goes to Hollywood і Horn спростували обидві заяви. О'Тул, який жив у Флориді, дізнався про гурт і попередив промоутерів концертів не наймати їх.
Фронтмен The Flock of Seagulls Майк Скор, який був ліверпульським знайомим учасників Frankie Goes to Hollywood, усунув шахрайський гурт зі свого туру. Після того, як Джонсон зв'язався з професійним журналом Pollstar, щоб підтвердити, що дії самозванців були несанкціонованими, агент з бронювання їх відкинув, але виступи цих музикантів замовили невеликі клуби на півдні США. Так самозванці продовжували виступати принаймні до вересня 2000 року, коли в Spin було опубліковано репортаж про цей епізод.

### 2000— дотепер: перевидання та повторні зустрічі
У 2000 році ZTT випустив компіляцію найкращих хітів Frankie Goes to Hollywood, Maximum Joy, що містить ремікси виконавців, зокрема Apollo 440. У 2011 році ZTT перевидав альбом Liverpool у розширеному виданні, а також The Art of the 12», компіляцію треків від виконавців ZTT, зокрема Frankie Goes to Hollywood. Universal Music придбала попередній каталог Frankie Goes to Hollywood, коли придбала ZTT у 2017 році
У 2003 році учасники гурту возз'єдналися для епізоду шоу VH1 Bands Reunited, але не виступали на сцені. 11 листопада 2004 року Frankie Goes to Hollywood возз'єдналися без Джонсона та Неша, щоб виступити на благодійному концерті Prince's Trust, присвяченому 25-річчю Горна як продюсера. Після відкритих прослуховувань, проведених на Лестер-сквер, Лондон, вокалістом було обрано Раяна Моллоя. Брат О'Тула Джед, який грав у гурті у 1980-х роках, замінив Неша. Вони продовжували виступати до 2007 року, використовуючи назву Forbidden Hollywood, оскільки Джонсон не дозволяв їм використовувати назву Frankie Goes to Hollywood.
7 травня 2023 року початкові учасники, включно з Джонсоном і Нешем, возз'єдналися для концерту, у якому виступили кілька виконавців, які прославляли музику Ліверпуля напередодні пісеного конкурсу Євробачення. Вони виконали одну пісню «Welcome to the Pleasuredome». Це був перший спільний виступ музикантів, починаючи з 1987 року. Виступ отримав схвальні відгуки, але розчарував тих, хто сподівався почути більше пісень. The Telegraph поставив йому три з п'яти, написавши, що Джонсон і тут продесонстрував «лідерські якості», але короткий сет розчарував. BBC написало: «Можливо, одна пісня — це стільки часу, скільки можуть витримати п'ять учасників групи, щоб виступити на сцені, але принаймні вони довели, що вони та їхня музика все ще можуть звучати переконливо та свіжо».

## Стиль і спадщина
Джонсон і Резерфорд відкрито геї, а музиканти «Frankie Goes to Hollywood» зробили права ЛГБТ і сексуальність темою своєї музики та публічних виступів. Вони були пов'язані зі зростанням гей-культури у британському мейнстрімі 1980-х років, поряд із такими гуртами, як Bronski Beat. У 2014 році Морлі зазначив, що «Frankie Goes to Hollywood» поєднав «дослідницьку гей-енергію» Джонсона та Резерфорда з «гетеросексуальною енергією скауза» інших учасників гурту.
У міру зростання популярності «Frankie Goes to Hollywood» деякі видання повідомили, що вони були «синтетичним» гуртом, контрольованим ZTT. Стаття 1984 року у Washington Post описала їх як «сучасних Monkees, пост-панківських Village People, що вийшли у всеозброєнні, очоливши сміттєву культуру». Оскільки лише Джонсон виступав у студійній версії «Relax», а група не гастролювала протягом 1984 року на піку своєї популярності, поширилися чутки, що вони не можуть грати на своїх інструментах. Джонсон сказав, що засоби масової інформації омовили їх та недооцінили внесок музикантів до своїх записів. Пізніше Горн сказав, що британські музичні медіа часто неправильно розуміють процеси студійного запису. Він сказав, що гурт «кращий, ніж люди вважають», і навів приклади гри під час виконання «The Power of Love», «Born to Run» і «Krisco Kisses» на Welcome to the Pleasuredome.
У 2014 році музичний журналіст Пол Лестер писав, що хоча «Frankie Goes to Hollywood» були «можливо останньою великою британською поп-сенсацією», їх рідко згадували серед впливів на інших виконавців. Він написав, що це сталось через те, що «було б неможливо відтворити те, що вони зробили». Морлі зазначив, що, попри те, що музиканти випустили два найуспішніших альбоми 1980-х років, вони стали «трохи втраченими»… Той факт, що щось було настільки успішним, але є частиною темної історії, є остаточним доказом того, що це було особливим. Вони були схожі на якийся спотворений, глибоко новаторський гурт". Однак він стверджував, що музиканти змінили спосіб продажу комерційної поп-музики, зробивши більш художню та «красиву» упаковку та відеокліпи.

## Учасники
- Голі Джонсон — вокал (1980—1987, 2023)
- Пол Резефорд — вокал, клавішні, бубон (1980—1987, 2004—2007, 2023)
- Марк О'Тул — вокал, бас (1980—1987, 2004—2007, 2023)
- Браян Неш — вокал, гітара (1982—1987, 2023)
- Пітер Гілл — барабани (1980—1987, 2004—2007, 2023)

Колишні учасники
- Джед О'Тул — вокал, гітара (1980—1982, 1984, 1987, 2004—2007)
- Раян Моллой — вокал (2004—2007)

## Нагороди та номінації
| Рік  | Нагорода                         | Робота                      | Номінація                                                                                 | Результат |
| ---- | -------------------------------- | --------------------------- | ----------------------------------------------------------------------------------------- | --------- |
| 1984 | Нагорода Айвор Новелло           | «Two Tribes»                | Найкраща пісня (музика та текст)                                                          | Перемога  |
| 1984 | Нагорода New Musical Express     | «Two Tribes»                | Промо відео                                                                               | Перемога  |
| 1984 | Нагорода New Musical Express     | Welcome to the Pleasuredome | Найкраще оформлена платівка                                                               | Перемога  |
| 1984 | Нагорода New Musical Express     | «Relax»                     | Найкраща пісня року                                                                       | Перемога  |
| 1985 | Нагорода Айвор Новелло           | «Relax»                     | Найкраща сучасна пісня                                                                    | Номінація |
| 1985 | Brit Awards                      | «Relax»                     | Найкращий британський сингл                                                               | Перемога  |
| 1985 | Brit Awards                      | Themselves                  | Найкращий британський новачок                                                             | Перемога  |
| 1985 | Brit Awards                      | Themselves                  | Найкращий британський гурт                                                                | Номінація |
| 1985 | Brit Awards                      | Welcome to the Pleasuredome | Найкращий британський альбом                                                              | Номінація |
| 1985 | Brit Awards                      | «Two Tribes»                | Найкращий британський сингл                                                               | Номінація |
| 1985 | MTV Video Music Award            | «Two Tribes»                | Найкращий новий виконавець                                                                | Номінація |
| 1985 | MTV Video Music Award            | «Two Tribes»                | Найкраще концептуальне відео                                                              | Номінація |
| 1985 | Pollstar Concert Industry Awards | Themselves                  | Хто з виконавців, найімовірніше, успішно виступить хедлайнером Arenas уперше в 1985 році? | Номінація |
| 1986 | Pollstar Concert Industry Awards | Tour                        | Малий зал / Клубний тур року                                                              | Номінація |
| 2010 | Q Awards                         | «Relax»                     | Класична пісня                                                                            | Перемога  |

## Дискографія
- Welcome to the Pleasuredome (1984)
- Liverpool (1986)